# Окръжен център
Окръжният център е населено място – обикновено град, което е административен център на даден окръг на територията на дадена държава.

## България
В България понятието „окръжен център“ е заменено от понятието областен център при преобразуването на бившите окръзи в области.

## САЩ
Окръжен център (county seat) в САЩ се нарича административният център на окръг (county).